# Рокет (коммуна)
Роке́т (фр. Roquettes, окс. Roquetas) — коммуна во Франции, находится в регионе Юг — Пиренеи. Департамент — Верхняя Гаронна. Входит в состав кантона Порте-сюр-Гарон. Округ коммуны — Мюре.
Код INSEE коммуны — 31460.

## География

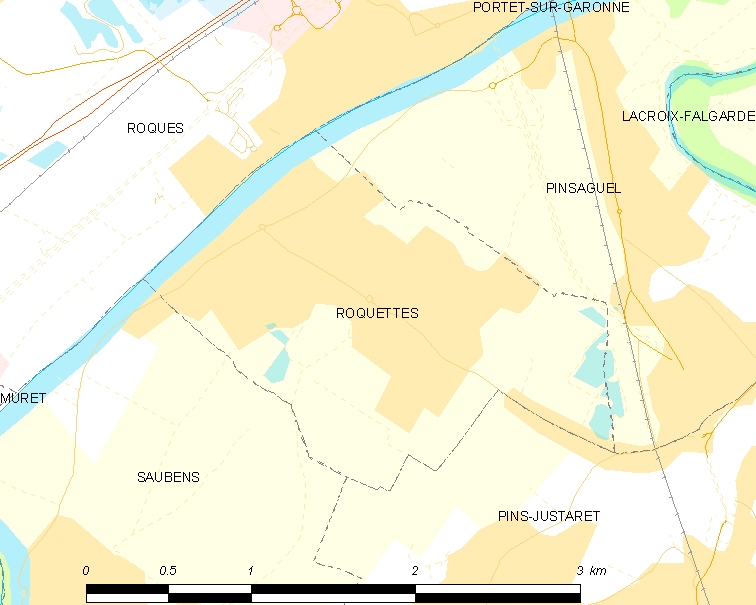
Карта коммуны

Коммуна расположена приблизительно в 600 км к югу от Парижа, в 14 км к юго-западу от Тулузы.
На северо-западе коммуны протекает река Гаронна.

## Климат
Климат умеренно-океанический. Зима мягкая и снежная, весна характеризуется сильными дождями и грозами, лето сухое и жаркое, осень солнечная. Преобладают сильные юго-восточные и северо-западные ветры.

## Население
Население коммуны на 2010 год составляло 3612 человек.
| 1962 | 1968 | 1975 | 1982 | 1990 | 1999 | 2010 |
| ---- | ---- | ---- | ---- | ---- | ---- | ---- |
| 185  | 234  | 493  | 2200 | 2801 | 3291 | 3612 |

## Экономика
В 2010 году среди 2474 человек трудоспособного возраста (15—64 лет) 1730 были экономически активными, 744 — неактивными (показатель активности — 69,9 %, в 1999 году было 72,5 %). Из 1730 активных жителей работали 1586 человек (807 мужчин и 779 женщин), безработных было 144 (73 мужчины и 71 женщина). Среди 744 неактивных 212 человек были учениками или студентами, 376 — пенсионерами, 156 были неактивными по другим причинам.

## Достопримечательности
- Церковь Св. Мартина
- Музей фуа-гра